# Boomer's Story
Boomer's Story är Ry Cooders tredje album, utgivet 1972. Han fortsätter här sina tolkningar av blues- och folksånger ur USA:s musikhistoria.
Tre av låtarna är instrumentala. Blueslegendaren Sleepy John Estes sjunger själv sin egen låt "President Kennedy".

## Låtlista
1. "Boomer's Story" (trad.) - 4:13
2. "Cherry Ball Blues" (Skip James) - 4:10
3. "Crow Black Chicken" (Lawrence Wilson) - 2:14
4. "Ax Sweet Mama" (Sleepy John Estes) - 4:23
5. "Maria Elena" (Lorenzo Barcelata/Bob Russell) - 4:30
6. "The Dark End of the Street" (Chips Moman/Dan Penn) - 3:25
7. "Rally Round the Flag" (George F. Root/trad.) - 3:34
8. "Comin' in on a Wing and a Prayer" (Harold Adamson/Jimmy McHugh) - 3:00
9. "President Kennedy" (Sleepy John Estes) - 4:39
10. "Good Morning Mr. Railroad Man" (trad.) - 4:30

## Medverkande
- Ry Cooder - sång, gitarr, mandolin, bas
- George Bohannon - horn
- Jim Dickinson - bas, piano, sång
- Sleepy John Estes - gitarr, sång ("President Kennedy")
- Chris Ethridge - bas
- Gene Finney - munspel
- Roger Hawkins - trummor
- Milt Holland - percussion
- Jim Keltner - trummor
- Charles Lawing - klarinett
- Tommy McClure - bas
- Randy Newman - piano ("Rally Round the Flag")
- Dan Penn - sång